# بطولة الأمم الست 2011
بطولة الأمم الستة 2011 (بالإنجليزية: 2011 Six Nations Championship)‏ هو الموسم 117 من  بطولة الأمم الستة،
```
أشرف على تنظيمه 
Six Nations Rugby Ltd
 
 
[لغات أخرى]
‏
، وكان عدد الأندية المشاركة فيه
 
 6، وفاز فيه 
منتخب ويلز الوطني لاتحاد الرغبي
.
[
1
]
[
2
]
[
3
]
```